# Zweite Schlacht von Nola
Koordinaten: 40° 55′ 34″ N, 14° 31′ 39″ O
Saguntum – Lilybaeum II – Rhone – Ticinus – Trebia – Cissa – Trasimenischer See – Ager Falernus – Geronium – Cannae – Nola I – Nola II – Ibera – Cornus – Nola III – Beneventum I – Syrakus – Tarentum I – Capua I – Beneventum II – Silarus – Herdonia I – Obere Baetis – Capua II – Herdonia II – Numistro – Asculum – Tarentum II – Neu Karthago – Baecula – Grumentum – Metaurus – Ilipa – Crotona – Große Felder – Cirta – Zama
Die Zweite Schlacht von Nola war der zweite Versuch Hannibals, diese Stadt im Jahr 215 v. Chr. im Sturm zu nehmen. Die Schlacht unterschied sich nicht sehr von der Ersten Schlacht von Nola.

## Vorgeschichte
Das Unentschieden im Jahre 216 v. Chr. hatte den karthagischen Feldherrn verdrossen, sodass er auch ohne Notwendigkeit die Stadt einnehmen wollte. Bei der Zweiten Schlacht von Nola war er besser ausgerüstet und ließ seine Soldaten des Nachts mit Leitern auf die feindlichen Wälle klettern.

## Ablauf
Das beabsichtigte Überraschungsmoment blieb aus: die auf den Mauern stationierten Legionäre erzündeten Fackeln, sodass Marcellus und die anderen erwachten und zum Gefecht eilen konnten. Eine Abteilung der römischen Epues konnte indes einen Ausfall machen und die Belagerungswerkzeuge zerstören. Viele Karthager kamen bei diesem überraschenden Angriff um, der Rest floh zurück ins Lager.

## Folgen
Der Schlachtausgang hatte weder militärische noch politische Auswirkungen, allerdings steigerte dieser Sieg das Selbstvertrauen der Legionäre im Kampf gegen die Karthager. Hannibal machte im nächsten Jahr einen weiteren – wieder erfolglosen – Versuch die Stadt einzunehmen (Dritte Schlacht von Nola).